# Powiatul Tatra
Powiatul Tatra (în poloneză Powiat tatrzański) este cel mai sudic district din voievodatul Polonia Mică, dar și din Polonia. Numele îi provine de la faptul că este așezat în zona munților Tatra. Cu reședința în orașul Zakopane este format, pe lângă acesta, din alte patru comune, Bukowina Tatrzańska, Poronin, Kościelisko și Biały Dunajec.
Se învecinează la nord cu districtul Nowy Targ (singura unitate administrativ teritorială de ordin doi poloneză cu care se învecinează), la sud și est cu districtul Poprad din regiunea Prešov, Slovacia, respectiv la sud și vest cu districtul Tvrdošín și districtul Liptovský Mikuláš din regiunea Žilina, Slovacia.